# Johannes II. (Bremen)
Erzbischof Johannes II. von Bremen (auch: Johannes von Slamstorp, Slamestorpe oder Slamestorp) aus dem heutigen Schlamersdorf († 20. Dezember 1421) war von 1406 bis 1420 im Amt.
Der aus holsteinischem Adel stammende Johannes von Schlamstorp wurde 1373 als Leiter der Bremer Domschule genannt. Von 1381 bis 1406 war er Archidiakon von Hadeln und Wursten. 1386 verpfändete der Bremer Rat Burg und Vogtei Langwedel an Johannes. Er war bis 1395 im Besitz der Burg und hat dort zumindest in den ersten Jahren das Amt selbst wahrgenommen.
Im Jahr 1406 wurde er zum Erzbischof von Bremen gewählt. In der Folge machte er sich um die Wiedererlangung verpfändeter Stiftsgüter verdient und brachte die Finanzen des Stifts in Ordnung. Dazu ließ er eine Beschreibung der Rechte des Stifts verfassen, die Jördebücher. Diese bildeten später eine Grundlage für das von Johann Rode angelegte Vörder Register.
Der Versuch, in Geestemünde eine Zwingburg gegen die Wurster anzulegen, scheiterte am Widerstand der Wurster und der Stadt Bremen.